# Фрушкогорски маратон
Фрушкогорски маратон се традиционално одржава, од 1978. године на планини Фрушка гора, на територији националног парка Фрушка гора. Маратон се до почетка деведесетих година звао маратон "25. мај" и најдужа стаза је имала онолико километара колико је доживотни председник СФРЈ Јосип Броз Тито имао година. Маратон је тих година организован уз велику помоћ ЈНА и милиције. На организацији маратона раде планинарска друштва из Новог Сада и околине али све битне одлуке доноси оснивач маратона ПСД Железничар из Новог Сада. Последњи маратон који је био бесплатан одржан је 2014. године. Од 2015. године Фрушкогорски маратон (бивши маратон "25. мај") је комерцијална манифестација.
Стазе маратона су оригинално биле обележене црвеним петокракама у белом кругу. Деведесетих година све маркације су прекречене новом маркацијом црвеним срцем у белом кругу.Стазе маратона су трасиране у брдовитом шумској појасу. Маратон се одржава једанпут годишње око првог маја и траје два дана (субота и недеља). Маратон окупља обично до 300 такмичара на стазама средњег, великог и ултрамаратона. Бројност учесника маратона обезбеђујe организован долазак школске омладине из целе Војводине. Стазе приправничких и малих маратона нису такмичарске и на овим стазама је важно да учесник победи себе и савлада планирану стазу. На рекреативним стазама има и више хиљада учесника у зависности од временских услова.Старт и циљ маратона је викенд насеље Поповица (Ср. Каменица), удаљено 10км од Новог Сада. Сваке године је организован превоз аутобусима од и до маратона из Новог Сада (железничке станице). Пријављивање за маратон се обавља на старту пред сам почетак маратона, који почиње у 9 сати ујутру. На старту се добијају књижице са именима које служе за оверавање на контролним тачкама (КТ).
Од 2016. године продужена је стаза Фрушкогорског ултра екстремног маратона тако да је дужина стазе 133,614 km Од 2015. године стазе маратона:

1. Фрушкогорски ултраекстремни, дужина 125,213 km, успони и силасци 5.611 м, који носи 4 поена,

2. Фрушкогорски ултрамаратон, дужина 107.414 km, успони и силасци 4.269 м, који носи 3 	поена,

3. Велики источни, дужина 81.372 km, успони и силасци 3.292 м, који носи 2 поена,

4. Средњи источни, дужина 59.271 km, успони и силасци 2.253 м, који носи 1 поен

### Контролне тачке (КТ) од 2015. године
- Старт и циљ Поповица (302 м)
- 1 Дом под Главицом (260 м)
- 2 Вилина водица
- 3 Астали (485 м)
- 4 Дом под Стражиловом (284 м)
- 5 Манастир Гргетег (251 м)
- 6 ТВ-торањ (516 м)
- 7 ТВ-торањ (516 м)
- 8 Манастир Ново Хопово (220 м)
- 9 Краљева столица (485 м)
- 10 Врдник, стара колонија (255 м)
- 11 Врдник етно насеље
- 12 Манастир Јазак (207 м)
- 13 Бешеновачки Прњавор (201 м)
- 14 Летенка 1 (435 м)
- 16 Андревље 1 (195 м)
- 17 Шуљамска главица (252 м)
- 18 Андревље 1 (195 м)
- 19 Црвени чот (539 м)
- 20 Манастир Беочин (195 м)
- 21 Бранковац (485 м)
- 22 Врата раја
- 23 Змајевац (457 м)
- 24 Извор Звечан (212 м)

### Контролне тачке (КТ) пре 2015. године
- Старт и циљ Поповица (302 м)
- 1 Дом под Главицом (260 м)
- 2 Столови (485 м)
- 3 Селиште (272 м)
- 4 Дом под Стражиловом (284 м)
- 5 Бранков гроб (295 м)
- 6 Манастир Гргетег (251 м)
- 7 ТВ-торањ (516 м)
- 8 Манастир Ново Хопово (220 м)
- 9 Краљева столица (485 м)
- 10 Врдник, стара колонија (255 м)
- 11 Врдник (198 м)
- 12 Манастир Јазак (207 м)
- 13 Спомен-обележје Пинкију (328 м)
- 14 Бешеновачки Прњавор (201 м)
- 15 Летенка (435 м)
- 16 Андревље (195 м)
- 17 Андревље (195 м)
- 18 Шуљамска главица (252 м)
- 19 Летенка (435 м)
- 20 Тестера (150 м)
- 21 Долина кестенова (199 м)
- 22 Црвени чот (539 м)
- 23 Осовље (422 м)
- 24 Манастир Беочин (195 м)
- 25 Бранковац (485 м)
- 26 Змајевац (457 м)
- 27 Извор Звечан (212 м)

### Контролне тачке 2011. године
- Старт и циљ Поповица (302 м)
- 1 Дом под Главицом (254 м)
- 2 Столови (473 м)
- 3 Селиште (220 м)
- 4 Дом под Стражиловом (284 м)
- 5 Бранков гроб (295 м)
- 6 Манастир Гргетег (274 м)
- 7 ТВ-торањ (516 м)
- 8 Краљева столица (483 м)
- 9 Врдник (198 м)
- 9а Стара Колонија-Врдник (257 м)
- 10 Манастир Јазак (207 м)
- 11 Пинкијев гроб (326 м)
- 12 Бешенево-Прњавор (204 м)
- 13 Летенка (435 м)
- 13а Летенка (435 м)
- 14 Андревље (195 м)
- 14а Андревље (195 м)
- 15 Тестера (150 м)
- 16 Долина Кестенова (199 м)
- 17 Црвени чот (539 м)
- 18 Осовље (422 м)
- 19 Манастир Беочин (197 м)
- 20 Бранковац (485 м)
- 21 Змајевац (457 м)
- 22 Стари Лединци (173 м)
- 22а Лединачко језеро (268 м)
- 23 Главица (261 м)

### Стазе маратона од 2015. године
Од 2015. године уведено су нове стазе маратона, тако да их је укупно 19, почев од стазе од 4.373 m, која је намењена за мању децу, до малог, средњег, великог, ултра маратона, као и ултра екстремног маратона који износи 125 km. Markacija стазa маратона су бели кругови и са црвеним срцем у средини.
| Р.број | Стазе маратона                       | Дужина     | Успони и силасци                 |
| 1.     | Фрушкогорски ултра екстремни маратон | 125.213 км | 5.611 м                          |
| 2.     | Фрушкогорски ултрамаратон            | 107.414 км | 4.269 м                          |
| 3.     | Велики јужни маратон                 | 91.483 км  | 3.596 м                          |
| 4.     | Велики западни маратон               | 85.063 км  | 3.338 м                          |
| 5.     | Велики источни маратон               | 81.372 км  | 3.292 м                          |
| 6.     | Средњи источни маратон               | 59.271 км  | 2.253 м                          |
| 7.     | Средњи западни маратон               | 57,679 км  | 2.324 м                          |
| 8.     | Средњи јужни маратон                 | 49,760 км  | 1.838 м                          |
| 9.     | Мали источни екстремни маратон       | 42.202 км  | 2.116 м                          |
| 10.    | Мали западни екстремни маратон       | 35.983 км  | 1.520 м                          |
| 11.    | Мали источни маратон                 | 32.249 км  | 1.313 м                          |
| 12.    | Мали западни маратон                 | 33.105 км  | 1.186                            |
| 13.    | Мали маратон запад – запад           | 31.086 км  | успони 1.458 м, силасци 1.173 м, |
| 14.    | Приправнички јужни маратон           | 22.738 км  | 898 м                            |
| 15.    | Приправнички маратон запад – запад   | 19.622 км  | 719 м                            |
| 16.    | Приправнички западни маратон         | 18,863 км  | 825 м                            |
| 17     | Приправнички источни маратон         | 16,318 км  | 640 м                            |
| 18.    | Приправнички мини маратон            | 10,144 км  | 472 м                            |
| 19.    | Стаза радости и задовољства          | 4,100 км   | 184 м                            |

### Стазе маратона до 2015. године
Од 2011. године уведено је 5 нових стаза маратона, тако да их је укупно 17, почев од стазе од 4.373 m, која је намењена за мању децу, до малог, средњег, великог и ултра маратона, као и ултрамаратона плус који износи 111.151 метара. Постоје разне маркације за стазе на Фрушкој гори, а стазе маратона су обележене са белим круговима и у средини са црвеним срцем.
| Назив стазе                 | Дужина (м) | Успони и силасци (м) | Приказ кретања                                                               |
| Стаза радости и задовољства | 4 373      | 174                  | СТАРТ-ЦИЉ                                                                    |
| Приправнички мини           | 10 528     | 456                  | СТАРТ-КТ9, КТ27-ЦИЉ                                                          |
| Приправнички источни        | 17 573     | 652                  | СТАРТ-КТ1, КТ2, КТ7, КТ9-ЦИЉ                                                 |
| Приправнички западни        | 19 687     | 804                  | СТАРТ-КТ9, КТ10, КТ27-ЦИЉ                                                    |
| Приправнички запад-запад    | 20 884     | 724                  | КТ15, КТ17, КТ18, КТ19                                                       |
| Приправнички јужни          | 23 617     | 861                  | Старт-КТ1, КТ2, КТ7, КТ8, КТ9-ЦИЉ                                            |
| Мали маратон запад-запад    | 32 604     | 1 478                | КТ12 до КТ15, КТ16, КТ20 до КТ25                                             |
| Мали западни маратон        | 34 826     | 1 147                | СТАРТ-КТ9, КТ11, КТ12, КТ25 до КТ27-ЦИЉ                                      |
| Мали источни маратон        | 35 025     | 1 323                | СТАРТ-КТ1 до КТ7, КТ9-ЦИЉ                                                    |
| Средњи јужни маратон        | 49 775     | 1661                 | Старт-КТ1, КТ2, КТ7, КТ8, КТ9, КТ11, КТ12, КТ25 до КТ27-ЦИЊ                  |
| Средњи западни маратон      | 57 866     | 2210                 | Старт-КТ9, КТ11 до КТ15, КТ16, КТ20 до КТ27-ЦИЊ                              |
| Средњи источни маратон      | 61 183     | 2123                 | Старт-КТ1 до КТ7, КТ9, КТ11, КТ12, КТ25 до КТ27-ЦИЊ                          |
| Велики источни маратон      | 84 223     | 3 136                | Старт-КТ1 до КТ7, КТ9, КТ11 до КТ15, КТ16, КТ20 до КТ27-ЦИЊ                  |
| Велики западни маратон      | 87 655     | 3 239                | Старт-КТ1, КТ2, КТ7, КТ9, КТ11 до КТ15, КТ17, КТ18, КТ19, КТ16 до КТ27-ЦИЊ   |
| Велики јужни маратон        | 90 267     | 3 395                | Старт-КТ1 до КТ7, КТ8, КТ9, КТ11 до КТ15, КТ16 до КТ27-ЦИЊ                   |
| Утрамаратон                 | 105 107    | 3 940                | СТАРТ-КТ1 до КТ7, КТ9, КТ11 до КТ15, КТ17, КТ18, КТ19, КТ16 до КТ27-ЦИЉ      |
| Утрамаратон плус            | 111 151    | 4 119                | СТАРТ-КТ1 до КТ7, КТ8, КТ9, КТ11 до КТ15, КТ17, КТ18, КТ19, КТ16 до КТ27-ЦИЉ |
| --------------------------- | ---------- | -------------------- | ---------------------------------------------------------------------------- |

### Стазе маратона до 2011. године
| Назив стазе                    | Дужина (м) | Успони и силасци (м) | Приказ кретања                                              |
| Стаза радости и задовољства    | 3 520      | 154                  | СТАРТ-ЦИЉ                                                   |
| Источни маратон за приправнике | 17 210     | 658                  | СТАРТ-КТ1, КТ2, КТ7, КТ8-ЦИЉ                                |
| Запад-запад за приправнике     | 19 820     | 715                  | СТАРТ(КТ13)-КТ14а-КТ23-ЦИЉ(КТ13)                            |
| Западни маратон за приправнике | 19 905     | 896                  | СТАРТ-КТ8, КТ9, КТ10, КТ20 до КТ22-ЦИЉ                      |
| Источни мали маратон           | 33 120     | 1 308                | СТАРТ-КТ1 до КТ8-ЦИЉ                                        |
| Запад-запад мали маратон       | 33 580     | 2 734                | СТАРТ(КТ10) до ЦИЉ(КТ20)                                    |
| Западни мали маратон           | 32 930     | 1 183                | СТАРТ-КТ8 до КТ10 и КТ20 до КТ22-ЦИЉ                        |
| Источни средњи маратон         | 57 550     | 2 146                | СТАРТ-КТ1 до КТ10 и КТ20 до КТ22-ЦИЉ                        |
| Западни средњи маратон         | 58 310     | 2 266                | СТАРТ-КТ8 до КТ22-ЦИЉ                                       |
| Источни велики маратон         | 82 930     | 3 229                | СТАРТ-КТ1 до КТ22-ЦИЉ                                       |
| Западни велики маратон         | 86 840     | 3 294                | СТАРТ-КТ1, КТ2, КТ7 до КТ13, КТ14а, КТ23, КТ13а до КТ22-ЦИЉ |
| УЛТРАМАРАТОН                   | 102 750    | 3 944                | СТАРТ-КТ1 до КТ13, КТ14а, КТ23, КТ13а, КТ14 до КТ22-ЦИЉ     |
| ------------------------------ | ---------- | -------------------- | ----------------------------------------------------------- |

## Извештаји

### Ултрамаратон (од 2011. Ултрамаратон плус)
| 2012: - 1. Угљеша Николић, Руменка - 2. Драган Ћирић, Нови Сад - 2. Жикица Ивановски, Скопље - 2. Срђан Ђурић, Земун |

| 2011: - 1. Угљеша Николић, Руменка - 2. Миодраг Миљковић, Ниш - 3. Љубинко Радовановић, Београд |  | 2010: - 1. Угљеша Николић, Руменка - 2. Драган Шарчевић, Суботица - 3. Жељко Дулић, Буковац |  | 2009: - 1. Бојан Сич, Нови Сад - 1. Бела Нађ, Сента - 3. Александар Арсић, Београд |  |

| 2008: - 1. Миодраг Миљковић, Ниш - 2. Зоран Димов, Велес - 3. Угљеша Николић, Руменка |  | 2007: - 1. Жељко Благојевић, Челинац - 2. Зоран Димов, Велес - 3. Угљеша Николић, Руменка |  | 2006: - 1. Миодраг Миљковић, Ниш - 2. Зоран Димов, Велес - 3. Љубинко Радовановић, Београд |  |

| 2005: - 1. Жељко Благојевић, Челинац - 2. Драган Ковачевић, Петроварадин - 3. Милош Мирковић, Петроварадин |  | 2004: - 1. Жељко Благојевић, Челинац - 2. Драган Грујић, Бор - 3. Љубинко Радовановић, Београд |  | 2003: - 1. Жељко Благојевић, Челинац - 2. Љубинко Радовановић, Београд - 3. Ивица Таглиавиа, Ириг |  |

| 2002: - 1. Љубинко Радовановић, Београд - 2. Бранислав Коцкаревић - 3. Миодраг Миљковић, Ниш |  | 2001: - 1. Љубинко Радовановић, Београд - 2. Горан Гламочанин, Буковац - 3. Миливој Настасић, Нови Сад |  | 2000: - 1. Драго Бороја, Футог - 2. Душко Момић, Буковац - 3. Чаба Мајорош, Нови Сад |  |